# Рівненська сільська рада (Любомльський район)
Рівненська сільська рада Рівненської сільської територіальної громади (до 2017 року — Рівненська сільська рада Любомльського району Волинської області) — орган місцевого самоврядування Рівненської сільської громади Волинської області з садибою в селі Рівне.

## Склад ради
Рада складається з 22 депутатів та голови.
Перші вибори депутатів ради громади та Рівненського сільського голови відбулись 29 жовтня 2017 року. Було обрано 22 депутати ради, з них (за суб'єктами висування): БПП «Солідарність» — 8, УКРОП — 6, Всеукраїнське об'єднання «Свобода» та Всеукраїнське об'єднання «Батьківщина» — по 3, самовисування — 2 депутати.
Головою громади обрали позапартійного кандидата від БПП «Солідарність» Володимира Крижука, чинного Рівненського сільського голову.

## Історія
До 14 листопада 2017 року — адміністративно-територіальна одиниця в Любомльському районі Волинської області з підпорядкуванням сіл Рівне, Борове та Старовойтове.
Рада складалась з 16 депутатів та голови.

### Керівний склад ради
| ПІБ                         | Основні відомості                                                                                  | Дата обрання | Дата звільнення |
| --------------------------- | -------------------------------------------------------------------------------------------------- | ------------ | --------------- |
| Бондарук Ольга Миколаївна   | Сільський голова, 1960 року народження, освіта, Всеукраїнське об'єднання «Батьківщина»             | 26.03.2006   | 31.10.2010      |
| Крижук Володимир Васильович | Сільський голова, 1978 року народження, освіта вища, член Всеукраїнського об'єднання «Батьківщина» | 31.10.2010   |                 |

Примітка: таблиця складена за даними джерела

### Населення
Згідно з переписом УРСР 1989 року чисельність наявного населення сільської ради становила 1398 осіб, з яких 671 чоловік та 727 жінок.
За переписом населення України 2001 року в сільській раді мешкало 1377 осіб.

### Мова
Розподіл населення за рідною мовою за даними перепису 2001 року:
| Мова       | Відсоток |
| ---------- | -------- |
| українська | 99,57 %  |
| російська  | 0,29 %   |
| білоруська | 0,07 %   |
| польська   | 0,07 %   |